# San Juan (Argentinië)
San Juan is een plaats in het Argentijnse bestuurlijke gebied Capital in de provincie San Juan. De plaats telde 471.389 inwoners in op 1 januari 2010.

## Geschiedenis
San Juan werd gesticht op 13 juni 1562 door Juan Jufré (1516-1578), een Spaanse conquistador. De plaats lag eerst direct aan de rivier San Juan, maar na een grote overstroming verhuisde ze ruim twee kilometer naar het zuiden. 
Het was de geboorteplaats van Domingo Faustino Sarmiento (1811-1888), een activist, schrijver, intellectueel, politicus en de zevende president van het land.

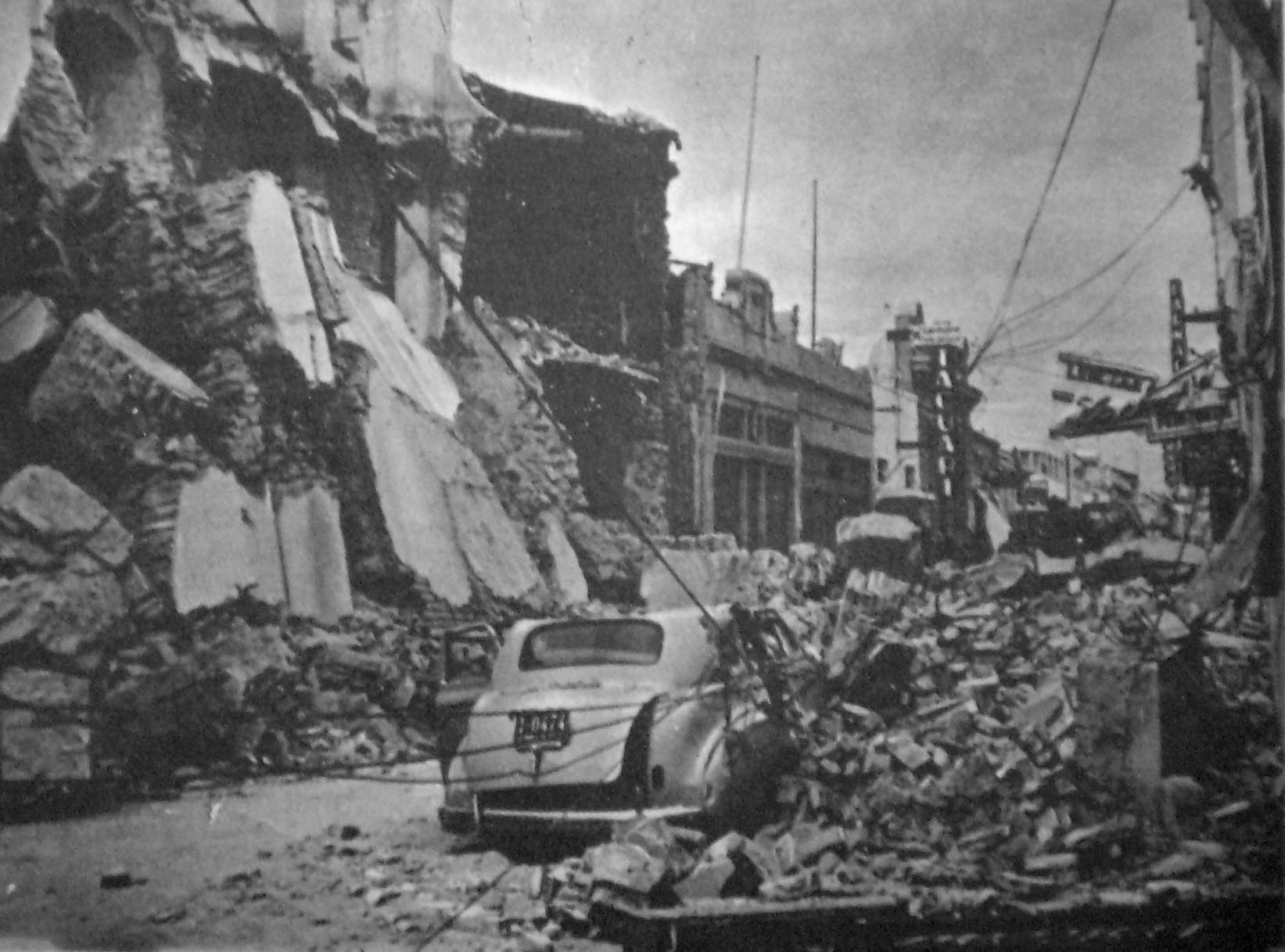
Schade na de aardbeving

Op 15 januari 1944 werd de plaats getroffen door een aardbeving van 7,4 op de schaal van Richter. Hierbij kwamen zo’n 10.000 mensen om het leven en nog meer mensen raakten dakloos. Juan Perón was een van de militairen die de bevolking hielp direct na de ramp. Door deze aardbeving zijn in de stad maar weinig gebouwen te vinden van voor die tijd.

## Klimaat
De stad heeft een woestijnklimaat (BWh of BWk, volgens de Klimaatclassificatie van Köppen. De gemiddeld jaartemperatuur is 18°C. De gemiddelde jaarlijkse neerslag is minder dan 100 millimeter en de meeste neerslag valt tussen december en februari. Het aantal zonuren ligt boven de 3300 per jaar. 
Omdat er weinig neerslag valt is de stad voor het water aangewezen op de rivier San Juan. In de rivier ligt de Ullumdam en het water in het stuwmeer wordt gebruikt voor de irrigatie en de opwekking van elektriciteit. Het klimaat is zeer geschikt voor de wijnbouw en de provincie is na Mendoza de belangrijkste wijnstreek van het land.

## Religie
San Juan is sinds 1834 de zetel van een rooms-katholiek bisdom en sinds 1934 van een aartsbisdom.

## Sport
Vanaf 1982 wordt jaarlijks in en rond de stad de wielerwedstrijd Ronde van San Juan georganiseerd. In 2017 won de Nederlander Bauke Mollema en in 2020 won de Belg Remco Evenepoel.

## Geboren
- Domingo Faustino Sarmiento (1811-1888), zevende president van Argentinië
- Jorge Elgueta (1969), volleyballer
- Gonzalo Tellechea (1985), triatleet
- Rubén Botta (1990), voetballer
- Nicolás Naranjo (1990-2021), wielrenner
- Fernanda Pereyra (1991), beachvolleyballer